# Heerlese Loop
De Heerlese Loop is een beek in Nederland en België. De beek ontstaat doordat de Bremer en de Reutsche Loop samen komen nog nét voor de Belgische grens.

## Loop
De beek ontstaat nog net binnen Nederlands grondgebied door de Bremer en Reutsche Loop. Daarna stroomt de beek door België verder, de beek stroomt langs de buurtschap Heerle. De Heerlese Loop kruist de N14 en stroomt verder totdat het na enkele kilometers uitmondt in het riviertje de Mark bij Groot Eisel.

## Zijriviertjes
De Heerlese loop heeft zijriviertjes in zowel Nederland als België. Deze heten: De Varkensloop, De Kleine Heiloop, de Zwartvenloop, Moerloop, Bollekensloop en de Pools Heining.